# 绢毛石花
绢毛石花（学名：Corallodiscus flabellatus var. sericeus）为苦苣苔科珊瑚苣苔属下的一个变种。

## 扩展阅读
- 維基物種上的相關：绢毛石花